# ناتالیا د مولینا
ناتالیا د مولینا (اسپانیایی: Natalia de Molina‎؛ زادهٔ ۱۹ دسامبر ۱۹۹۰) بازیگر سینما، تلویزیون و تئاتر اهل اسپانیا است.

## جوایز
او تاکنون دو بار موفق به دریافت جایزه گویا شده‌است: سال ۲۰۱۴ جایزه بهترین بازیگر نقش اول زن تازه وارد برای فیلم زندگی با چشمان بسته آسان است و سال ۲۰۱۶ جایزه گویای بهترین بازیگر نقش اول زن برای فیلم پناهگاه و غذا ، از فیلم‌هایی که وی در آنها نقش داشته‌است می‌توان دختران، کیکی، عشق‌بازی، کلیسای بزرگ دریا، خدا نگهدار، آنکه برایت خواهد خواند، شب‌زنده‌داری دخترانه و الیسا و مارسلا را نام برد.